# Diecezja Youngstown
Diecezja Youngstown (łac. Dioecesis Youngstoniensis, ang. Diocese of Youngstown) jest diecezją Kościoła rzymskokatolickiego w północno-wschodniej części stanu Ohio.
Terytorialnie obejmuje hrabstwa: Mahoning, Trumbull, Columbiana, Stark, Portage i Ashtabula.

## Historia
Diecezja została kanonicznie erygowana 15 maja 1943 roku bullą Ad animarum bonum przez papieża Piusa XII. Wyodrębniono ją z diecezji Cleveland. Pierwszym ordynariuszem został dotychczasowy biskup pomocniczy Cleveland James Augustine McFadden. Pierwotna katedra pod wezwaniem św. Kolumby spłonęła w 1954. Odbudowana została po kilku latach.

### Poprzedni ordynariusze
- James Augustine McFadden (1943–1952)
- Emmet Michael Walsh (1952–1968)
- James William Malone (1968–1995)
- Thomas Tobin (1995–2005)
- George Murry SJ (2007–2020)
- David J. Bonnar (od 2021)

## Parafie
- Parafia św. Stanisława Kostki w Youngstown

## Szkoły

### Szkoły średnie
- Cardinal Mooney High School, Youngstown
- Central Catholic High School, Canton
- John F. Kennedy High School, Warren
- St. Thomas Aquinas High School, Louisville
- Saints John & Paul High School*, Ashtabula
- Ursuline High School, Youngstown